# Gemeinde Haninge
Koordinaten: 59° 10′ N, 18° 8′ O

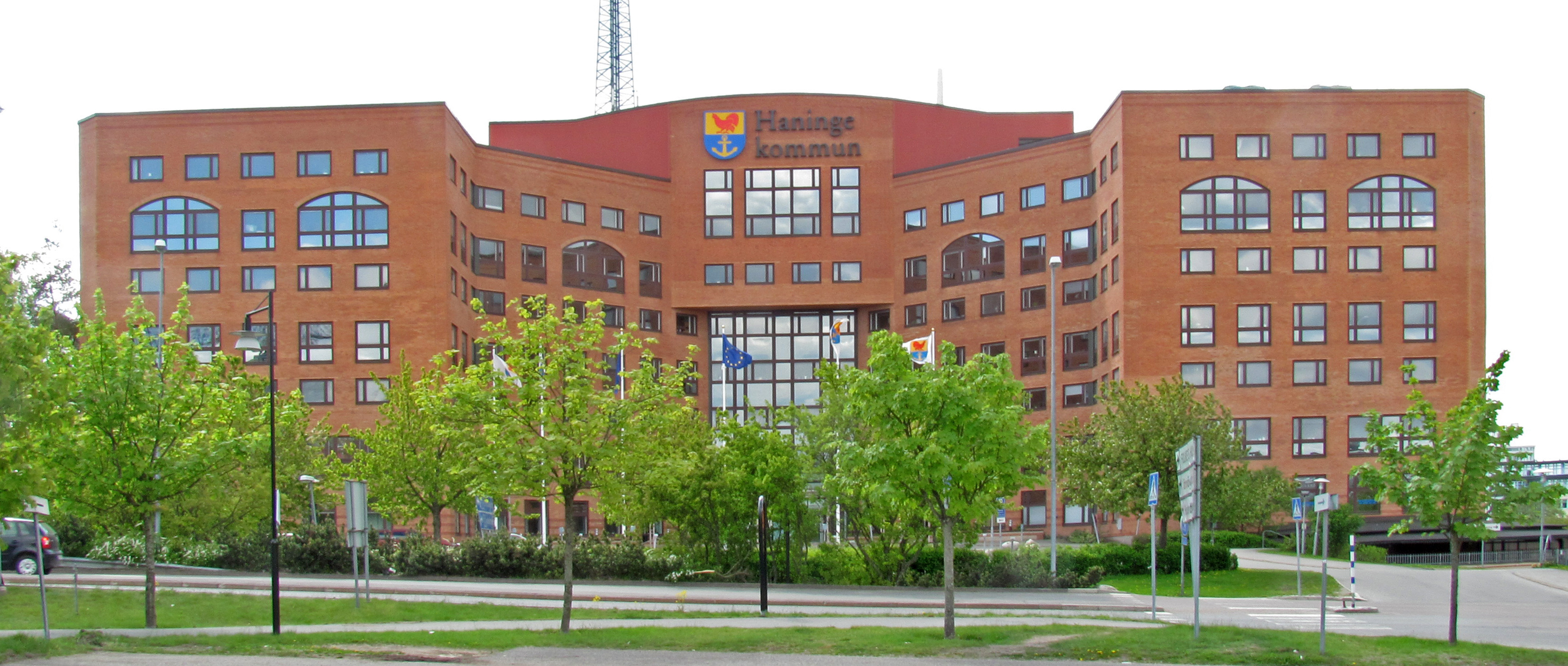
Das Kommunhuset in Handen

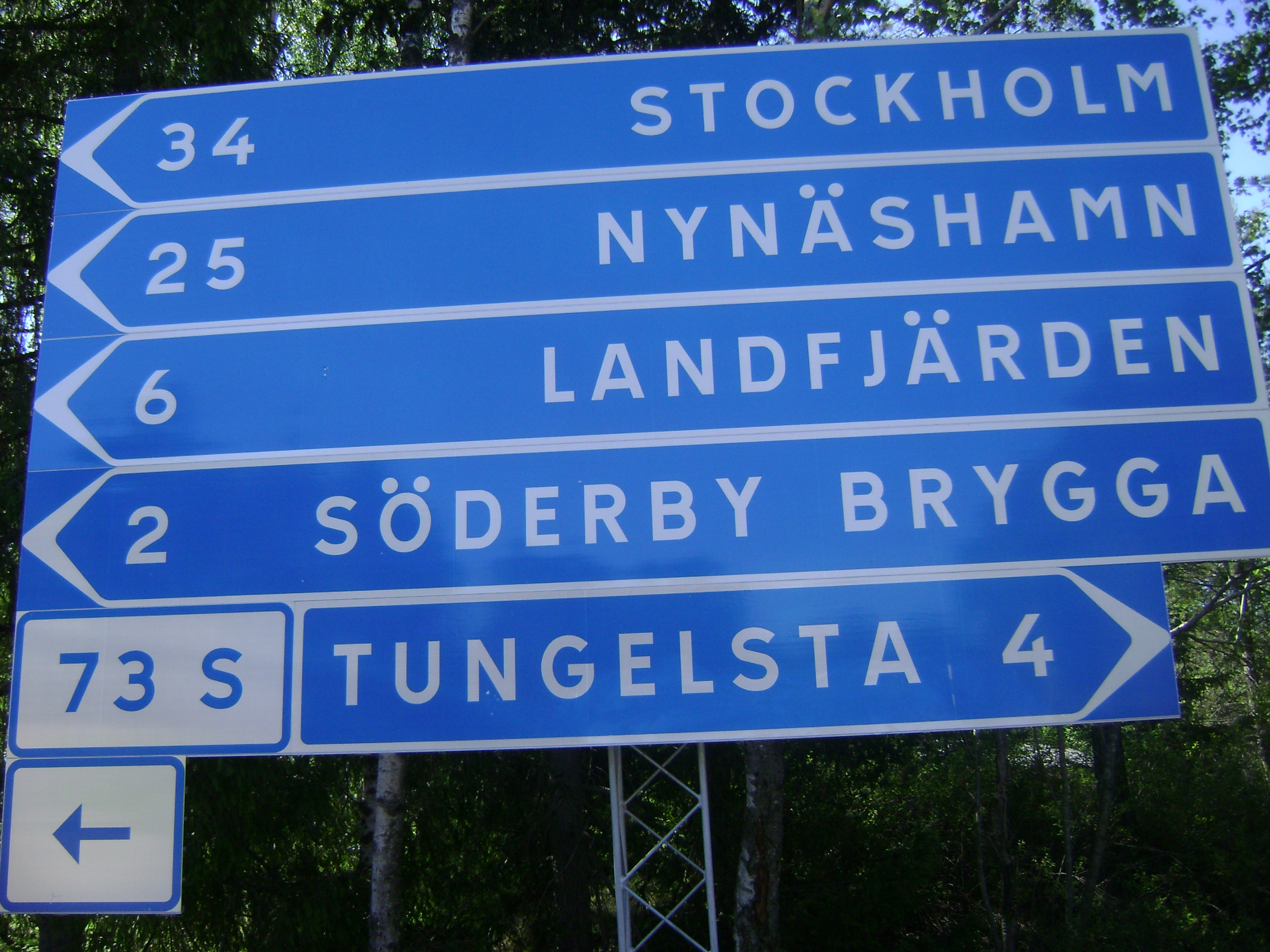
Entfernungshinweise in Västerhaninge

Haninge ist eine Gemeinde (schwedisch kommun) in der schwedischen Provinz Stockholms län und der historischen Provinz Södermanland. Der Hauptort der Gemeinde ist Handen.

## Geographie
In Haninge befindet sich der südliche Teil des Stockholmer Schärengartens mit Inseln wie Utö, Ornö, Fjärdlång, Muskö, Kymmendö und Huvudskär sowie der Halbinsel Gålö, die ein Naturreservat ist. Hier liegt auch der Nationalpark Tyresta mit Wanderwegen, die zusammen 55 km lang sind. Südlich des Ortes Jordbro liegt das kleinere Naturreservat Gullringskärret.

## Geschichte
Südlich von Jordbro gibt es ein größeres Gräberfeld von vor 2000 Jahren. Im östlichen Teil des Gräberfeldes findet man mehrere aufgerichtete Steine, Schiffssetzungen und Steinringe. In der Umgebung der Erhebung Tornberget, die mit 111 Metern über dem Meer der höchste Berg der Gemeinde und auch der gesamten Provinz ist, hat man Reste von Siedlungen gefunden, die mehrere tausend Jahre alt sind.
Zwischen 1950 und 1968 wurde der Marinehafen Muskö, ein unterirdischer Flottenstützpunkt, unter der Insel Muskö erbaut. 1971 entstand die Gemeinde durch die Fusion von Västerhaninge und Österhaninge.

## Wirtschaft
In Haninge sind verschiedene Hochschulen ansässig. So liegt die Hochschule Södertörn hier und die Königlich Technische Hochschule hat eine Außenstelle im Hauptort Handen. Die Letztere wurde in neuerer Zeit stark ausgebaut.

## Größere Orte
- Brandbergen (10.400 Einwohner)
- Handen (11.500 Einwohner)
- Jordbro (9.400 Einwohner)
- Tungelsta (4.200 Einwohner)
- Västerhaninge (17.000 Einwohner)